# Kraftwerk Bang Pakong
Das Kraftwerk Bang Pakong ist ein Kraftwerk im Landkreis Bang Pakong, Provinz Chachoengsao, Thailand, das am Fluss Bang Pakong gelegen ist. Es besteht aus einem konventionellen Wärmekraftwerk und einem GuD-Kraftwerk.
Mit einer installierten Leistung von 2.490 MW ist Bang Pakong eines der leistungsstärksten Kraftwerke in Thailand (Stand Mai 2020). Mit dem Bau des Kraftwerks wurde 1977 begonnen. Es ging 1984 mit den ersten beiden Blöcken in Betrieb. Das Kraftwerk ist im Besitz der Electricity Generating Authority of Thailand (EGAT) und wird auch von EGAT betrieben.

## Kraftwerksblöcke
Das Kraftwerk besteht aus vier Anlagen. Die folgende Tabelle gibt einen Überblick:
| Anlage | Block | Max. Leistung (MW) | Betriebsbeginn | Turbine | Generator | Dampfkessel     | Status      |
| ------ | ----- | ------------------ | -------------- | ------- | --------- | --------------- | ----------- |
| 1      | 1     | 525,5              | 1984           |         |           |                 | Stillgelegt |
|        | 2     | 525,5              | 1984           |         |           |                 | Stillgelegt |
|        | 3     | 576                | 1992           |         |           |                 |             |
|        | 4     | 576                | 1992           |         |           |                 |             |
| 2      | 1     | 104                | 1991           |         |           |                 |             |
|        | 2     | 104                | 1991           |         |           |                 |             |
|        | 3     | 106                | 1991           |         |           |                 |             |
| 3      | 1     | 104                | 1991           |         |           |                 |             |
|        | 2     | 104                | 1991           |         |           |                 |             |
|        | 3     | 106                | 1991           |         |           |                 |             |
| 4      | 1     | 235                | 2009           | Siemens | Siemens   | Nooter/Erickson |             |
|        | 2     | 235                | 2009           | Siemens | Siemens   | Nooter/Erickson |             |
|        | 3     | 240                | 2009           | Siemens | Siemens   |                 |             |

Die Blöcke 1 und 2 der Anlage 1 wurden 2014 stillgelegt. Anstelle der beiden stillgelegten Blöcke soll ein neues Kraftwerk mit einer Leistung von 1300 (bzw. 1400) MW errichtet werden. Die Anlagen 2 bis 4 bestehen aus je zwei Gasturbinen sowie einer nachgeschalteten Dampfturbine. An beide Gasturbinen ist jeweils ein Abhitzedampferzeuger angeschlossen; die Abhitzedampferzeuger versorgen dann die Dampfturbine.

## Sonstiges
Die Weltbank schätzte die Kosten für die Errichtung von Block 1 der Anlage 1 sowie der nötigen 230-kV-Freileitung im Jahr 1978 auf knapp 300 Mio. USD. EGAT gab 2019 bekannt, dass in dem Kraftwerk bis zu 160.000 t Palmöl pro Jahr zur Stromerzeugung verwendet werden sollen.